# سيرجي كاريتنيك
سيرجي كاريتنيك (بالروسية: Каретник, Сергей Владимирович)‏ (14 فبراير 1995 في أوكرانيا - ) هو لاعب كرة قدم روسي في مركز الوسط. شارك مع منتخب أوكرانيا تحت 16 سنة لكرة القدم. أما مع النوادي، فقد لعب مع ميتالورغ دونيتسك ونادي كوبان كراسنودار.

## روابط خارجية
- سيرجي كاريتنيك على موقع اتحاد أوكرانيا (الإنجليزية)
- سيرجي كاريتنيك على موقع قاعدة بيانات كرة القدم.إي يو (الإنجليزية)
- سيرجي كاريتنيك على موقع Soccerway.com (الإنجليزية)